# Sergio Navarro (trener)
Sergio Navarro Barquero (ur. 17 października 1979) – hiszpański piłkarz, grający na pozycji pomocnika, trener piłkarski.

## Kariera piłkarska
Karierę piłkarską rozpoczął w drużynie Villarreal CF, skąd przeszedł do CD Burriana. W sezonie 1999/2000 bronił barw CD Pozoblanco, po czym przeniósł się do UD Santa Eulália, w którym zakończył karierę piłkarza w 2001.

## Kariera trenerska
Najpierw w latach 2005–2011 trenował zespoły różnych kategorii wiekowych w CD Castellón. Od 2011 do 2013 roku pracował w sztabie szkoleniowym Kurbana Bierdyjewa na stanowisku dyrektora metodycznego rosyjskiego klubu Rubin Kazań. Potem kontynuował pracę na podobnym stanowisku w Villarreal CF. 16 czerwca 2017 roku został mianowany na głównego trenera ukraińskiego klubu Karpaty Lwów. 12 września 2017 po przegranym we Lwowie meczu 1:6 z Weresem Równe został zwolniony z klubu.